# Yoshihisa Maitani
Yoshihisa Maitani (kanji: 米谷 美久, hiragana: まいたに よしひさ), född 8 januari 1933, död 30 juli 2009, var en japansk ingenjör som arbetade som kameradesigner för kameratillverkaren Olympus. Han arbetade för Olympus från 1956 och var i deras tjänst i 40 år. Han var inblandad i många olika kamerasystem, bland annat OM-systemet.